# Nardy Castellini
Nardy Castellini (Leonardo Castellini Castillo, Matanzas, 6 de julio de 1966)  es un saxofonista tenor cubano de jazz, afincado en Granada (España), aunque actualmente reside en París.

## Historial

### Etapa cubana
Tras graduarse en su Matanzas natal como profesor de música, se integra en la Orquesta de Música Moderna de Matanzas y, después, en diversas orquestas de música cubana en Varadero. Entre 1987 y 1988, trabaja como músico de sesión para el sello cubano EGREM. Permanece cuatro años con el grupo Talla Extra, acompañando a la cantante Xiomara Laugart, con la que graba dos discos. En 1993 se integra en el grupo del pianista Pucho López, con el que giró por Canadá, en una gira que debió continuar en EE. UU. pero que se vio abortada por la prohibición de sus visados. En 1994 se integra en una de las formaciones más conocidas de su país, Afrocuba. 
En 1995, colabora con Klímax, el popular grupo de danza timba, dirigido por Giraldo Piloto, con quienes graba su disco de debut.

### Etapa europea
En 1995, tras una gira con el grupo Afrocuba, se decide a quedarse en Europa, y se instala en Dinamarca, donde colabora con la banda de salsa, Son en Talla. En 1996, tras pasar una temporada tocando en Suiza, se traslada a Granada, donde fija su residencia, formando su propio quinteto de jazz, que obtiene un pronto reconocimiento en el circuito local.
En 1997 se incorpora, para una gira mundial, al grupo Cubanismo del trompetista Jesús Alemany, con quien ya había tocado puntualmente en Cuba, y grabado con ellos un disco. Las giras se repiten en 1998 y 1999, este último año incluyendo EE. UU., donde participa en varios workshops en algunas universidades de los Estados Unidos, como la Universidad de N.C. en Chappel Hill, Universidad de Guelph, en Ontario (Canadá), Universidad de Deninson en Gran Vill (Ohio), Universidad de Wisconsin, Universidad de White Watur, etc. En los períodos sin gira, trabaja con su propio grupo, con el pianista cubano Nachito Herrera. En 1999 fundó, junto al pianista granadino Darío Moreno, el cuarteto de jazz Four Runners, que se consolida como una de las formaciones jazzísticas más importantes de España.
Entre los años 2000 y 2004, simultanea su grupo con la participación en Four Runners, con quienes graba un disco, que obtiene el premio a Mejor álbum de jazz y blues en los Premios de la Música de Andalucía del año 2001. También, desde el año 1999, forma parte de La Blues Band de Granada, dirigiendo y arreglando su sección de metales.
En 2002, aparece su primer disco como líder, Identity (Big Bang), con un grupo integrado, entre otros, por Omar Sosa, Sherman Irby y el gran percusionista cubano Tata Güines, con quienes además realiza algunas actuaciones. El disco consigue magníficas críticas en todo el mundo y es seleccionado como uno de los "10+1 mejores discos de jazz latino del año" por la revista francesa Jazz Hot. Incluso se comercializa actualmente en tonos para móvil, lo que es inusual en el jazz.
A partir de 2004 vuelve a trabajar con Nachito Herrera y con su propio grupo, tocando en clubes y festivales como Blue Note, Dakota Jazz Club (Minneapolis), Festival Internacional de Jazz de Minneapolis, El Cairo (junto con el trompetista noruego Nils Petter Molvaer y músicos nubios), Tokio, etc., además de España y casi toda Europa. 
Entre los años 2007 y 2017 colabora con DJ Toner en el colectivo Domestic Jazz Collective, junto a otros músicos como Francis Posé (bajo), Moisés Porro (batería), Emilio Ricart (pianos), Marc Ayza (batería) y Charles Cooper (MC, saxo), con quienes participa en numerosas actuaciones, llegando a aparecer incluso en el programa de TVE "Los conciertos de Radio 3".
En 2010, publica su segundo álbum como líder, Orígenes (Nuba Records), tras lo que se asienta en París.

## Estilo
Castellini frasea en el saxo tenor con un aliento muy soul, en un tono vigoroso, al estilo de Lester Young, que explora estructuras modales y no rechaza caminar por parámetros externos a la tradición armónica. Pero, a la vez, es un rumbero

## Discografía

### A su nombre
- Identity (Big Bang-Nuba Records 2002)
- Orígenes (Nuba Records, 2010)

### Otros
- Xiomara Laugart (Cuba, 1989) - Xiomara Laugart y Talla Extra
- Atrapando espacio (Cuba, 1992) - Xiomara Laugart y Talla Extra
- En vivo en Argentina (Buenos Aires, 1994) - Afrocuba
- En directo en el Ronnie's Scott Jazz Club (Londres, 1994) - Afrocuba
- Arcoiris (Cuba, 1995) - Afrocuba
- Jesús Alemany, Featuring Alfredo Rodríguez (Cuba, 1995) - Cubanismo
- Mira si te gusta (Cuba, 1995) - Klímax
- Anacaona (Cuba, 1995) - Anacaona
- Soul (Granada, 1997) - La Estación
- Cuatro (Granada, 1999) - La Blues Band de Granada
- Garuando (Granada, 1999) - Hilando Cielos
- Four Runners (Granada, 2000) - Four Runners
- Lo Bueno de la Vida (París, 2000) - Orlando Poleo
- De Arena y Coral  (Málaga, 1999) - José Parra
- La Funkdatiòn (Granada, 2001) - Funkdation
- Cali vina cá (Sevilla y Granada, 2001) - Carmen Carmona
- Life in a smile (Granada, 2002) - Spick & Spann
- Bembé en mi Casa  (St. Paul, MN, EE. UU., 2004) - Nachito Herrera
- Llamando a tu puerta (Granada, 2004) - La Blues Band de Granada
- If I should see fire (Londres, 2005) - Greg Byler and the Branded Souls
- The Grand Sessions  (Granada-Londres, 2009) - La Blues Band de Granada